# Darren Rafferty
Darren Rafferty (ur. 1 lipca 2003) – irlandzki kolarz szosowy .

## Osiągnięcia
Opracowano na podstawie:

2020
- 1. miejsce w mistrzostwach Irlandii juniorów (jazda indywidualna na czas)

2021
- 1. miejsce w mistrzostwach Irlandii juniorów (jazda indywidualna na czas)
- 1. miejsce w mistrzostwach Irlandii juniorów (startu wspólny)

2022
- 1. miejsce w Strade Bianche di Romagna
- 1. miejsce w mistrzostwach Irlandii do lat 23 (jazda indywidualna na czas)

2023
- 2. miejsce w Giro Next Gen
- 1. miejsce w mistrzostwach Irlandii do lat 23 (jazda indywidualna na czas)
- 1. miejsce w Giro della Valle d’Aosta

2024
- 1. miejsce w mistrzostwach Irlandii (start wspólny)

2025
- 3. miejsce w mistrzostwach Irlandii (jazda indywidualna na czas)

## Rankingi
| Rok             | 2022 | 2023 | 2024 |
| --------------- | ---- | ---- | ---- |
| World Ranking   | 526. | 464. | 285. |
| UCI Europe Tour | 416. | -    | -    |
|                 |      |      |      |
| Źródło: UCI     |      |      |      |